# Терминология американского футбола
Список наиболее часто используемых терминов и понятий в американском футболе.

## Основные определения
| # A B C D E F G H I J K L M N O P Q R S T U V W X Y Z     |
| А Б В Г Д Е Ё Ж З И К Л М Н О П Р С Т У Ф Х Ц Ч Ш Щ Э Ю Я |

### 0-9
- Защита 3-4

Защитное построение с тремя лайнменнами и четырьмя лайнбекерами.
- Защита 4-3

Защитное построение с четырьмя лайнменнами и тремя лайнбекерами.
- Защита 5-3

Защитное построение с пятью лайнменнами и тремя лайнбекерами. Появилась в 1930-х.
- Защита 7-1-2-1

Защитное построение с семью лайнменнами, одним лайнбекерам и тремя дифенс беками.

### А
- Автоматический первый даун

Команда защит нарушает правила и нападение получает первый даун.
- I-формация[англ.]

Вариант выносной игры, когда три игрока (квотербек, хафбэк и фулбэк) встают сзади центра образуя формацию похожую на английскую букву i (или I).

### Б
- Блиц[англ.]

Защитное построение, смысл которого сделать сэк (захватить квотербека до его паса) квотербеку.
- Блокировка

Блокировка филд-гола или экстрапоинта.
- Бастэд плэй

Массовая драка. Конфликты и беспорядки.

### В
- Выбивать время

Розыгрыши рассчитанные для того, чтобы выбить оставшиеся время половины.

### Д
- Дэд бол фол

Штраф после завершение розыгрыша.
- Дефенсив бэк

Позиция игрока в защите.
- Дефенсив энд

Позиция игрока в защите.
- Дефенсив тэкл

Позиция игрока в защите.
- Даун

Название розыгрыша. Первый даун, это первый розыгрыш, а четвёртый последний.
- Даун бай контакт англ. down by contact

Игрок упал с мячом в руках и коснулся поля любой часть тела кроме рук и ног. В НФЛ, игрока после падения, должен коснутся соперник.
- Дроп-кик[англ.]

Вариант пробития филд-гола.
- Джек

Позиция игрока в построении 3-4.
- Двухминутное предупреждение

Последние две минуты в каждой половине.
- Двухочковая попытка

После тачдауна, попытаться сделать ещё один тачдаун с нескольких ярдов.

### Ж
- Жёлтый флаг

Судья выбрасывает жёлтый флаг, и сигнализирует о нарушении правил.

### З
- Задержка игры

Нарушение правил. Наказывается пяти ярдами.
- Заморозка кикера

Команда берёт тайм-аут перед исполнение филд-гола, надеясь, что это собьёт кикера морально.

### И
- Игрок с мячом

Игрок который в данный момент владеет мячом.

### К
- Контроль мяча

Комбинации нападения с малым риском потерять мяч. Например в конце матча, командой, которая лидирует.
- Корнербек

Позиция в защите.
- Кик-офф

Вариант стартового удара.
- Квотербек

Игрок нападение, чаще всего лидер.
- Квотербек нил (англ. Quarterback Kneel)

Формация победы. Обычно используется в конце матча. Квотербек встаёт на колено
- Красный флаг

Тренер выкидывает красный флаг на поле, тем самым сигнализирует судьям о том, что хочет запросить видеопросмотр. Тренер не может выбросить флаг в двухминутном предупреждении.
- Квотербек сник

Квотербек, сразу после приёма мяча от центра, ныряет вперёд. Обычно используется когда надо пройти меньше трёх ярдов.

### Л
- Легальный центр

Трюковая игра. Центр имеет право ловить мяч после паса.
- Линия розыгрыша[англ.]

Линия где начинается розыгрыш.
- Лайнмен

Позиция игрока защиты.

### М
- Мяч мёртв или мёртвый мяч

Мяч не активен, прямо сейчас (конец розыгрыша).
- Мёртвая зона

Зона на поле слишком далёкая для филд-гола, и слишком близкая для панта.
- Майк

Позиция защитника в построении 4-3.

### Н
- Национальная футбольная лига (НФЛ)

Национальная Футбольна Лига. Главная лига американского футбола.
- Национальная ассоциация студенческого спорта (NCAA)

Национальная ассоциация студенческого спорта.
- Нападение Айр рэид

Формирование нападение, смысл которого обмануть защиту. Один из вариантов нападение бег и пас.
- Нападение западного побережья

Стратегия нападения, придуманное тренерами Цинциннати Бенгалс и Сан-Франциско Форти Найнерс.
- Нет хадла

Розыгрыш за розыгрышем. Игроки не обсуждают комбинацию, чтобы сохранить больше времени.

### О
- Онсайд-кик (англ. Onside Kick

Вариант кик-оффа.

### П
- Попытка

Попытка удара ногой или паса.
- Первый даун

Первая попытка для команды начать атаку или продолжить её. Команда набирает первый даун пройдя 10 ярдов если нет нарушений.
- Пас назад

Пас назад. Если пас назад не пойман, это фамбл, который может подобрать любая команда.
- Покрытие поля

Попытка не дать завершить пас. Всего существуют две главные схемы:
- Мэн-ту-мэн

Защитник охраняет только своего ресивера.
- Зона

Общие прикрытие. Игрокам назначается зона, которую они должны охранять.
- Поле

Поле для игры.
- Пик Сикс

Также называется "пик 6" (англ. Pick six) - тачдаун после перехвата. 
- Преднамеренный пас в землю

Квотербек бросает мяч туда, где нет легальных принимающих его команды, это нарушение правил.
- Перехват

Квотербек сделал пас который поймал соперник.
- Пант

Команда отдаёт мяч соперникам, ухудшая их позицию на поле. Обычно на четвёртом дауне.
- Плей-экшен пас

Квотербек должен быстро решить отдавать пас или дать мяч раннинбеку. В случае если квотербек примет правильное решение, это может принести много ярдов.
- Пантер

Игрок исполняющий пант.
- Потеря мяча на даунах

Команд неудачно сыграла четвёртый даун и не прошла до первого дауна.

### Р
- Рэд-зона

Зона между линией ворот и 20 ярдами.
- Ресивер

Игрок который должен поймать пас квотербека.

### С
- Сэк  (также Сек )

Квотербека или другого игрока, который хочет дать пас вперед, захватывает игрок защиты, что приводит к потере ярдов.
- Снэп

Пас от центра квотербеку, в начале розыгрыша.
- Сэйфти (эпизод)

Редкий эпизод. Игрок падает в своей зачётной зоне. Стоит два очка.
- Сэйфти (позиция)

Позиция в защите.
- Спайк бол

Квотербек бьёт мяч в землю сразу после того, как он поймал мяч от центра. Время остановиться. Используется когда времени в половине мало и у команды нет тайм-аутов. Команда жертвует дауном.
- Сквиб-кик

Сильный удар в землю. В отличие от онсайд-кика, здесь акцент ставится на том, чтобы мяч подобрал медленный игрок соперников и не смог убежать в тачдаун.

### Т
- Тайм менеджмент

Команда распределяет время так, как ей это более выгодно.
- Т-формация

Нападение пробегом.
- Тэйкл эпизод

Захват игрока защитником.
- Тачбэк

Мяч после панта упал в чужой энд-зоне.
- Тачдаун

Игрок забежал с мячом или поймал мяч в чужой энд-зоне.

### Ф
- Филд джадж

Одна из позиций судьи.
- Филд-гол

Пробития по воротам.
- Флеа Фликер

Трюковый розыгрыш. Игрок откидывает мяч назад партнёру по команде, а тот кидает ресиверу.
- Фри сэйфти

Позиция игрока в защите.
- Фамбл

Потеря мяча игроком.
- Fumblerooski

Трюковый розыгрыш. Игрок опускает мяч почти до земли, а затем неожиданно либо даёт пас либо даёт пробежать раннинбеку.
- Формирование дробовика

Квотербек получает больше времени, отходя назад на 5-8 ярдов.

### Х
- Холдер

Игрок спецкоманд, задача которого установить мяч для филд-гола или экстрапоинта.
- Пас Хейл Мэри

Очень длинный пас вперёд.

### Ц
- Центр

Позиция игрока нападение.
- Цепь

Цепь для измерения первых даунов.

### Ч
- Чёрный понедельник

Первый день после конца регулярного сезона. Обычно, неудачных тренеров, увольняют в этот день.
- Чётвертый даун

Последняя возможность команды набрать первый даун или пробить пант.
- Четверть

Всего в американском футболе четыре четверти по 15 минут.

### Э
- Энд-зона

Зона в конце поля. Место где команды чаще всего набирают очки.
- Экстрапоинт

Короткий филд-гол после тачдауна.

### Я
- Ярд

Единица измерения практически всех расстояний в американском футболе. Длина поля составляет 100 ярдов (120, если включены обе энд-зоны). Во время нападения команда должна продвигаться как минимум на 10 ярдов за четыре попытки, чтобы получить следующие четыре попытки. 1 ярд = 91,44 см.